# Irbid

Localização da cidade

Irbid é uma cidade da Jordânia. Localiza-se no noroeste do país. Tem cerca de 584 mil habitantes.